# Devin Brown
Devin LaVell Brown (Salt Lake City, 30 dicembre 1978) è un ex cestista statunitense, professionista nella NBA e in Polonia.

## Carriera

### College
A livello universitario, si fa notare nel corso dei suoi 4 anni alla University of Texas at San Antonio. È, per quanto riguarda quest'università, il leader per punti totali segnati in carriera - 1.922, mentre le sue medie a partita erano 18,3 punti, 7,2 rimbalzi, 2,7 assist e 1,75 rubate in 32 minuti circa. Inoltre, Brown è l'unico giocatore nella storia di UTSA ad aver fatto registrare una tripla doppia, da 33 punti, 11 rimbalzi e 11 assist, contro Louisiana-Monroe. Brown ha anche avuto l'onore di vedere il proprio numero di maglia ritirato dall'università texana, onore mai concesso a nessun altro Roadrunner.

### NBA
Non viene scelto al draft NBA 2002. Comincia perciò la sua carriera professionistica in leghe cestistiche statunitensi minori, quali la USBL, dove vince il titolo di matricola dell'anno 2002 con i Kansas Cagerz, e la NBA Development League, cui approda dopo 2 settimane e 7 partite giocate nella NBA con i San Antonio Spurs, che l'avevano precedentemente tagliato dopo il training camp estivo: in tale lega viene nominato matricola e miglior giocatore della stagione 2002-03, in virtù di 17 punti e 4 rimbalzi a partita col 50% al tiro, il tutto vestendo la casacca dei Fayetteville Patriots. Nell'aprile 2003 sigla un contratto di 10 giorni con i Denver Nuggets, nel corso del quale gioca tre partite, per due volte in quintetto base.
Dopo aver disputato la Summer League 2003 con i San Antonio Spurs, viene messo sotto contratto dalla franchigia texana per la terza volta: gioca 58 partite nella stagione NBA 2003-04, guadagnando sempre più minuti nel corso della stagione e dei playoff. Da restricted free agent, il 9 settembre 2005, dopo una positivissima stagione che lo porta alla doppia cifra di media nei playoff, torna nella natia Salt Lake City siglando un contratto con gli Utah Jazz. Gli Spurs potevano trattenere il giocatore pareggiando l'offetta, ma non ritennero opportuno farlo. Nella stagione 2005-06, disputa 81 partite, comparendo in quintetto in 14 occasioni e totalizzando 7,5 punti e 2,6 rimbalzi di media a partita. Il 13 febbraio 2006, realizza il suo career high di punti contro i Los Angeles Lakers (25).
Il 12 luglio 2006, i Jazz lo inseriscono in uno scambio con i Golden State Warriors, insieme a Keith McLeod ed Andre Owens, per portare a Salt Lake City il veterano Derek Fisher; durante il training camp, Brown viene tagliato dalla franchigia californiana. Il 22 dicembre, accetta un'offerta dei New Orleans/Oklahoma City Hornets, in emergenza per via di numerosi infortuni: disputa 58 partite iniziandone 49 e chiude la stagione con 11,6 punti a partita (mai successo prima nella sua carriera).
Accetta, il 29 settembre 2007, un'offerta di un anno di contratto proveniente dai Cleveland Cavaliers: gioca 78 partite (20 in quintetto) totalizzando 7,5 punti, 3,4 rimbalzi e 2,2 assist di media. Il suo season high è di 20 punti contro i Sacramento Kings a novembre, poi pareggiato il 2 aprile contro i Charlotte Bobcats, mentre arriva a 3 assist dalla tripla doppia contro i Washington Wizards il 22 febbraio 2008.
Il 22 agosto 2008, torna ai New Orleans Hornets, firmando un contratto biennale. Nella prima stagione Brown totalizza 5,2 punti di media in stagione regolare e 2,7 punti di media nei play-off, che vedono gli Hornets eliminati al primo turno dai Denver Nuggets.
Nella stagione 2009-10 mostra un grande miglioramento nel tiro da tre punti, è il miglior tiratore della squadra e parte in quintetto in 37 partite su 39; tuttavia, dopo aver già cercato di cederlo ai Minnesota Timberwolves, il 25 gennaio 2010 gli Hornets lo scambiano con Aaron Gray dei Chicago Bulls.

## Statistiche

### College
| Anno      | Squadra          | PG  | PT | MP   | TC%  | 3P%  | TL%  | RP  | AP  | PRP | SP  | PP   |
| --------- | ---------------- | --- | -- | ---- | ---- | ---- | ---- | --- | --- | --- | --- | ---- |
| 1998-1999 | UTSA Roadrunners | 29  | 29 | 30,9 | 42,1 | 32,7 | 75,7 | 6,1 | 2,2 | 1,6 | 0,6 | 16,7 |
| 1999-2000 | UTSA Roadrunners | 20  | 20 | 32,9 | 39,1 | 25,2 | 73,5 | 6,5 | 3,5 | 2,2 | 0,6 | 18,5 |
| 2000-2001 | UTSA Roadrunners | 28  | 27 | 32,4 | 42,7 | 28,7 | 72,0 | 7,6 | 2,5 | 1,7 | 0,3 | 19,9 |
| 2001-2002 | UTSA Roadrunners | 28  | 23 | 32,3 | 40,3 | 36,6 | 72,7 | 8,3 | 2,8 | 1,7 | 0,2 | 18,3 |
| Carriera  | Carriera         | 105 | 99 | 32,0 | 41,1 | 30,9 | 73,3 | 7,2 | 2,7 | 1,8 | 0,4 | 18,3 |

### NBA

#### Regular Season
| Anno       | Squadra             | PG  | PT  | MP   | TC%  | 3P%  | TL%  | RP  | AP  | PRP | SP  | PP   |
| ---------- | ------------------- | --- | --- | ---- | ---- | ---- | ---- | --- | --- | --- | --- | ---- |
| 2002-2003  | San Antonio Spurs   | 7   | 0   | 3,1  | 50,0 | -    | 100  | 1,0 | 0,3 | 0,0 | 0,0 | 1,7  |
| 2002-2003  | Denver Nuggets      | 3   | 2   | 23,7 | 28,0 | 0,0  | 66,7 | 3,7 | 1,7 | 1,3 | 0,3 | 6,0  |
| 2003-2004  | San Antonio Spurs   | 58  | 0   | 10,8 | 43,4 | 28,6 | 81,1 | 2,2 | 0,6 | 0,3 | 0,1 | 4,0  |
| 2004-2005† | San Antonio Spurs   | 67  | 0   | 18,5 | 42,3 | 37,2 | 79,2 | 2,6 | 1,4 | 0,6 | 0,2 | 7,4  |
| 2005-2006  | Utah Jazz           | 81  | 14  | 21,1 | 39,3 | 33,1 | 74,5 | 2,6 | 1,3 | 0,5 | 0,2 | 7,5  |
| 2006-2007  | N.O. Hornets        | 58  | 49  | 28,7 | 42,0 | 35,7 | 79,4 | 4,3 | 2,6 | 0,8 | 0,2 | 11,6 |
| 2007-2008  | Cleveland Cavaliers | 78  | 20  | 22,6 | 40,9 | 30,8 | 75,4 | 3,4 | 2,2 | 0,7 | 0,1 | 7,5  |
| 2008-2009  | N.O. Hornets        | 63  | 5   | 13,8 | 35,5 | 28,9 | 78,0 | 1,9 | 0,9 | 0,5 | 0,1 | 5,2  |
| 2009-2010  | N.O. Hornets        | 39  | 37  | 24,8 | 39,4 | 36,7 | 80,2 | 2,8 | 1,5 | 0,8 | 0,1 | 9,7  |
| 2009-2010  | Chicago Bulls       | 11  | 0   | 8,5  | 22,2 | 23,5 | -    | 1,4 | 0,6 | 0,3 | 0,1 | 1,8  |
| Carriera   | Carriera            | 465 | 127 | 19,4 | 40,1 | 33,8 | 77,6 | 2,8 | 1,5 | 0,6 | 0,1 | 7,2  |

#### Playoffs
| Anno     | Squadra             | PG | PT | MP   | TC%  | 3P%  | TL%  | RP  | AP  | PRP | SP  | PP  |
| -------- | ------------------- | -- | -- | ---- | ---- | ---- | ---- | --- | --- | --- | --- | --- |
| 2004     | San Antonio Spurs   | 9  | 0  | 14,4 | 48,6 | 60,0 | 58,8 | 2,0 | 1,0 | 0,3 | 0,1 | 5,8 |
| 2005†    | San Antonio Spurs   | 12 | 0  | 5,0  | 35,0 | 42,9 | 57,1 | 0,6 | 0,3 | 0,1 | 0,0 | 1,8 |
| 2008     | Cleveland Cavaliers | 8  | 0  | 11,5 | 26,5 | 29,4 | 66,7 | 2,4 | 1,1 | 0,3 | 0,0 | 4,1 |
| 2009     | N.O. Hornets        | 3  | 0  | 11,0 | 37,5 | 0,0  | 100  | 1,7 | 0,0 | 0,0 | 0,0 | 2,7 |
| 2010     | Chicago Bulls       | 1  | 0  | 2,0  | 100  | -    | 0,0  | 1,0 | 0,0 | 0,0 | 0,0 | 2,0 |
| Carriera | Carriera            | 33 | 0  | 9,6  | 38,0 | 36,8 | 61,9 | 1,5 | 0,6 | 0,2 | 0,0 | 3,5 |

## Palmarès
- USBL Rookie of the Year (2002)
- USBL All-Rookie Team (2002)
- NBA Development League Rookie of the Year Award (2003)
- NBDL MVP (2003)
- All-NBDL First Team (2003)
- Campionato NBA: 1

San Antonio Spurs: 2005